# Masters of Formula 3 1992
De Marlboro Masters of Formula 3 1992 was de tweede editie van de Masters of Formula 3. De race, waarin Formule 3-teams uit verschillende Europese kampioenschappen tegen elkaar uitkomen, werd verreden op 2 augustus 1992 op het Circuit Park Zandvoort.
De race werd gewonnen door Pedro Lamy voor Opel Team WTS. Volkswagen Motorsport-coureur Diogo Castro Santos en Paul Stewart Racing-coureur Gil de Ferran maakten het podium compleet.

## Inschrijvingen
| Team                       | No | Rijder                   | Chassis    | Motor       | Kampioenschap        |
| -------------------------- | -- | ------------------------ | ---------- | ----------- | -------------------- |
| Paul Stewart Racing        | 1  | Gil de Ferran            | Reynard    | Mugen-Honda | Britse Formule 3     |
| Paul Stewart Racing        | 2  | Niclas Jönsson           | Reynard    | Mugen-Honda | Zweedse Formule 3    |
| West Surrey Racing         | 3  | Marc Goossens            | Reynard    | Mugen-Honda | Britse Formule 3     |
| West Surrey Racing         | 4  | Oswaldo Negri jr.        | Reynard    | Mugen-Honda | Britse Formule 3     |
| Graff Racing               | 5  | Jean-Christophe Boullion | Bowman     | Volkswagen  | Franse Formule 3     |
| Edenbridge Racing          | 6  | Pedro Diniz              | Ralt       | Mugen-Honda | Britse Formule 3     |
| Edenbridge Racing          | 7  | Warren Hughes            | Ralt       | Vauxhall    | Britse Formule 3     |
| Alan Docking Racing        | 8  | Philippe Adams           | Ralt       | Mugen-Honda | Britse Formule 3     |
| Alan Docking Racing        | 9  | Elton Julian             | Ralt       | Mugen-Honda | Britse Formule 3     |
| Team Ghinzani              | 10 | Gianluca de Lorenzi      | Dallara    | Alfa Romeo  |                      |
| Team Ghinzani              | 11 | Gianmaria Regazzoni      | Dallara    | Alfa Romeo  | Italiaanse Formule 3 |
| Opel Team WTS              | 12 | Pedro Lamy               | Reynard    | Opel        | Duitse Formule 3     |
| Volkswagen Motorsport      | 14 | Diogo Castro Santos      | Ralt       | Volkswagen  | Duitse Formule 3     |
| Volkswagen Motorsport      | 15 | Sascha Maassen           | Ralt       | Volkswagen  | Duitse Formule 3     |
| Fortec Motorsport          | 16 | Kelvin Burt              | Reynard    | Mugen-Honda | Britse Formule 3     |
| Tatuus                     | 17 | Niko Palhares            | Dallara    | Mugen-Honda | Italiaanse Formule 3 |
| G+M Motorsport             | 18 | Michael Krumm            | Ralt       | Opel        | Duitse Formule 3     |
| G+M Motorsport             | 19 | Marco Werner             | Ralt       | Opel        | Duitse Formule 3     |
| RC Motorsport              | 20 | Massimiliano Angelelli   | Dallara    | Opel        | Italiaanse Formule 3 |
| RC Motorsport              | 21 | Giancarlo Grieco         | Dallara    | Opel        | Italiaanse Formule 3 |
| Traini Corse               | 22 | Vincenzo Sospiri         | Dallara    | Mugen-Honda | Italiaanse Formule 3 |
| KTR Racing                 | 24 | Allard Kalff             | Ralt       | Volkswagen  | Franse Formule 3     |
| KTR Racing                 | 25 | Nicolas Leboissetier     | Ralt       | Volkswagen  |                      |
| Team Itchi Ban             | 26 | Mikael Gustavsson        | Reynard    | Mugen-Honda | Zweedse Formule 3    |
| Claes Rothstein Motorsport | 28 | Peter Aslund             | Ralt       | Volkswagen  | Zweedse Formule 3    |
| Claes Rothstein Motorsport | 29 | Claes Rothstein          | Ralt       | Volkswagen  |                      |
| Nomag Racing               | 30 | Alex Veenman             | Ralt       | Volkswagen  |                      |
| Nomag Racing               | 31 | Frank ten Wolde          | Van Diemen | Mugen       | Duitse Formule 3     |
| RSM Marko                  | 32 | Claudia Hürtgen          | Reynard    | Alfa Romeo  | Duitse Formule 3     |
| RSM Marko                  | 33 | Jörg Müller              | Reynard    | Alfa Romeo  | Duitse Formule 3     |
| Jacques Isler Racing       | 37 | Philipp Peter            | Dallara    | Alfa Romeo  | Duitse Formule 3     |
| Jacques Isler Racing       | 38 | Mercedes Stermitz        | Dallara    | Alfa Romeo  | Duitse Formule 3     |

## Kwalificatie
| Positie | Nr. | Rijder                   | Team                       | Tijd     |
| ------- | --- | ------------------------ | -------------------------- | -------- |
| 1       | 16  | Kelvin Burt              | Fortec Motorsport          | 1:00.906 |
| 2       | 12  | Pedro Lamy               | Opel Team WTS              | 1:00.955 |
| 3       | 14  | Diogo Castro Santos      | Volkswagen Motorsport      | 1:00.974 |
| 4       | 18  | Michael Krumm            | G+M Motorsport             | 1:00.978 |
| 5       | 33  | Jörg Müller              | RSM Marko                  | 1:01.147 |
| 6       | 19  | Marco Werner             | G+M Motorsport             | 1:01.221 |
| 7       | 28  | Peter Aslund             | Claes Rothstein Motorsport | 1:01.246 |
| 8       | 1   | Gil de Ferran            | Paul Stewart Racing        | 1:01.252 |
| 9       | 15  | Sascha Maassen           | Volkswagen Motorsport      | 1:01.443 |
| 10      | 32  | Claudia Hürtgen          | RSM Marko                  | 1:01.462 |
| 11      | 22  | Vincenzo Sospiri         | Traini Corse               | 1:01.495 |
| 12      | 4   | Oswaldo Negri jr.        | West Surrey Racing         | 1:01.507 |
| 13      | 31  | Frank ten Wolde          | Nomag Racing               | 1:01.545 |
| 14      | 7   | Warren Hughes            | Edenbridge Racing          | 1:01.612 |
| 15      | 8   | Philippe Adams           | Alan Docking Racing        | 1:01.667 |
| 16      | 3   | Marc Goossens            | West Surrey Racing         | 1:01.738 |
| 17      | 17  | Niko Palhares            | Tatuus                     | 1:01.759 |
| 18      | 37  | Philipp Peter            | Jacques Isler Racing       | 1:01.815 |
| 19      | 5   | Jean-Christophe Boullion | Graff Racing               | 1:01.830 |
| 20      | 25  | Nicolas Leboissetier     | KTR Racing                 | 1:01.912 |
| 21      | 2   | Nicolas Jönsson          | Paul Stewart Racing        | 1:01.969 |
| 22      | 9   | Elton Julian             | Alan Docking Racing        | 1:01.975 |
| 23      | 20  | Massimiliano Angelelli   | RC Motorsport              | 1:02.062 |
| 24      | 6   | Pedro Diniz              | Edenbridge Racing          | 1:02.344 |
| 25      | 21  | Giancarlo Grieco         | RC Motorsport              | 1:02.350 |
| 26      | 30  | Alex Veenman             | Nomag Racing               | 1:02.392 |
| 27      | 10  | Gianluca de Lorenzi      | Team Ghinzani              | 1:02.451 |
| 28      | 26  | Mikael Gustavsson        | Team Itchi Ban             | 1:02.588 |
| 29      | 24  | Allard Kalff             | KTR Racing                 | 1:02.710 |
| 30      | 29  | Claes Rothstein          | Claes Rothstein Motorsport | 1:02.758 |
| 31      | 11  | Gianmaria Regazzoni      | Team Ghinzani              | 1:03.143 |
| 32      | 38  | Mercedes Stermitz        | Jacques Isler Racing       | 1:03.207 |

## Race
| Positie | Nr. | Rijder                   | Team                       | Ronden | Tijd/Verschil | Grid |
| ------- | --- | ------------------------ | -------------------------- | ------ | ------------- | ---- |
| 1       | 12  | Pedro Lamy               | Opel Team WTS              | 35     | 36:14.889     | 2    |
| 2       | 14  | Diogo Castro Santos      | Volkswagen Motorsport      | 35     | +0.059        | 3    |
| 3       | 1   | Gil de Ferran            | Paul Stewart Racing        | 35     | +9.844        | 8    |
| 4       | 18  | Michael Krumm            | G+M Motorsport             | 35     | +11.359       | 4    |
| 5       | 15  | Sascha Maassen           | Volkswagen Motorsport      | 35     | +12.102       | 9    |
| 6       | 4   | Oswaldo Negri jr.        | West Surrey Racing         | 35     | +14.048       | 12   |
| 7       | 22  | Vincenzo Sospiri         | Traini Corse               | 35     | +16.579       | 6    |
| 8       | 7   | Warren Hughes            | Edenbridge Racing          | 35     | +19.611       | 14   |
| 9       | 8   | Philippe Adams           | Alan Docking Racing        | 35     | +20.386       | 15   |
| 10      | 3   | Marc Goossens            | West Surrey Racing         | 35     | +20.853       | 16   |
| 11      | 20  | Massimiliano Angelelli   | RC Motorsport              | 35     | +23.655       | 23   |
| 12      | 32  | Claudia Hürtgen          | RSM Marko                  | 35     | +33.299       | 10   |
| 13      | 25  | Nicolas Leboissetier     | KTR Racing                 | 35     | +34.387       | 20   |
| 14      | 17  | Niko Palhares            | Tatuus                     | 35     | +40.209       | 17   |
| 15      | 2   | Niclas Jönsson           | Paul Stewart Racing        | 35     | +42.530       | 21   |
| 16      | 37  | Philipp Peter            | Jacques Isler Racing       | 35     | +43.322       | 18   |
| 17      | 21  | Giancarlo Grieco         | RC Motorsport              | 35     | +43.580       | 25   |
| 18      | 11  | Gianmaria Regazzoni      | Team Ghinzani              | 34     | +1 ronde      | 31   |
| 19      | 26  | Mikael Gustavsson        | Team Itchi Ban             | 34     | +1 ronde      | 28   |
| 20      | 6   | Pedro Diniz              | Edenbridge Racing          | 34     | +1 ronde      | 24   |
| 21      | 10  | Gianluca de Lorenzi      | Team Ghinzani              | 34     | +1 ronde      | 27   |
| 22      | 29  | Claes Rothstein          | Claes Rothstein Motorsport | 34     | +1 ronde      | 30   |
| 23      | 38  | Mercedes Stermitz        | Jacques Isler Racing       | 34     | +1 ronde      | 32   |
| 24      | 31  | Frank ten Wolde          | Nomag Racing               | 31     | Uitgevallen   | 13   |
| 25      | 16  | Kelvin Burt              | Fortec Motorsport          | 29     | Uitgevallen   | 1    |
| 26      | 24  | Allard Kalff             | KTR Racing                 | 29     | Uitgevallen   | 29   |
| DNF     | 33  | Jörg Müller              | RSM Marko                  | 21     | Uitgevallen   | 5    |
| DNF     | 28  | Peter Aslund             | Claes Rothstein Motorsport | 14     | Uitgevallen   | 7    |
| DNF     | 19  | Marco Werner             | G+M Motorsport             | 2      | Uitgevallen   | 6    |
| DNF     | 30  | Alex Veenman             | Nomag Racing               | 2      | Uitgevallen   | 26   |
| DNF     | 5   | Jean-Christophe Boullion | Graff Racing               | 0      | Uitgevallen   | 19   |
| DNF     | 9   | Elton Julian             | Alan Docking Racing        | 0      | Uitgevallen   | 22   |

1991 · 1992 · 1993 · 1994 · 1995 · 1996 · 1997 · 1998 · 1999 · 2000 · 2001 · 2002 · 2003 · 2004 · 2005 · 2006 · 2007 · 2008 · 2009 · 2010 · 2011 · 2012 · 2013 · 2014 · 2015 · 2016
Lijst van coureurs